# سلسو بورخس
سلسو بورخس (اسپانیایی: Celso Borges‎؛ زاده ۲۷ مهٔ ۱۹۸۸) یک بازیکن فوتبال اهل کاستاریکا است.

## تیم ملی
وی همچنین در تیم ملی فوتبال کاستاریکا بازی کرده‌است.